# Línia lateral

Lampanyctodes hectoris

La línia lateral és un òrgan sensor característic d'organismes aquàtics. En els peixos s'estén des de l'opercle fins a la cua, i sovint són visibles com línies tènues que recorren cada costat del peix. Es fa servir per detectar moviment i vibració a l'aigua del voltant; d'aquesta manera, permet que l'animal descobreixi la presència de depredadors o de preses, o també nedar de manera quasi sincronitzada en grans bancs.
De vegades parts de la línia lateral es modifiquen com a electroreceptors, òrgans per detectar impulsos elèctrics. És possible que alguns vertebrats com els taurons la facin servir per detectar camps magnètics. La major part de les larves d'amfibis i alguns amfibis adults també tenen un òrgan lateral. Alguns crustacis i cefalòpodes tenen òrgans similars.